# Montmaurin (Alts Alps)
Montmaurin (en francès Montmorin) és un antic municipi francès, situat al departament dels Alts Alps i a la regió de Provença – Alps – Costa Blava. Des del 1er de juliol de 2017, es municipi delegat del municipi nou de Vaudola (?) amb Lo Bruis i Santa Maria.

## Demografia
| 1821                                       | 1962 | 1968 | 1975 | 1982 | 1990 | 1999 | 2006 | 2015 |
| ------------------------------------------ | ---- | ---- | ---- | ---- | ---- | ---- | ---- | ---- |
| 757                                        | 134  | 112  | 109  | 95   | 87   | 84   | 88   | 90   |
| Des de 1962: població sense dobles comptes |      |      |      |      |      |      |      |      |

## Administració
| Període           | Identitat      | Partit |
| ----------------- | -------------- | ------ |
| 2001-juny de 2017 | Eveline Aubert | UMP    |